# Verwaltungsgemeinschaft Stendal-Uchtetal

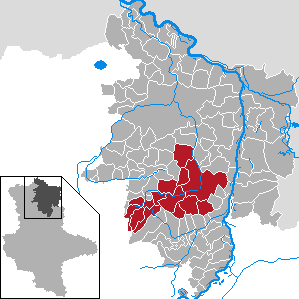
Lage der Verwaltungsgemeinschaft im Landkreis Stendal

In der Verwaltungsgemeinschaft Stendal-Uchtetal des Landkreises Stendal in Sachsen-Anhalt waren 14 Gemeinden zur Erledigung ihrer Verwaltungsgeschäfte zusammengeschlossen. Die Verwaltungsgemeinschaft entstand am 1. Januar 2005 durch die Fusion der vormals verwaltungsgemeinschaftsfreien Kreisstadt Stendal mit den zwölf Gemeinden der aufgelösten Verwaltungsgemeinschaft Uchtetal. Am 4. August 2005 kam die Gemeinde Groß Schwechten zur Verwaltungsgemeinschaft. Ihren Sitz hatte die Behörde in der Stadt Stendal.
Auf einer Fläche von 268 km² lebten 43688 Einwohner (31. Dezember 2007). Letzter Verwaltungsleiter der Gemeinschaft war Klaus Schmotz.
Die Verwaltungsgemeinschaft Stendal-Uchtetal im Südosten der Altmark umfasste das Gebiet von der Kreisstadt Stendal bis zum Norden der Colbitz-Letzlinger Heide. In diesem Bereich liegen die Quellen der Uchte und des Tanger.
Am 1. Januar 2010 wurde die Verwaltungsgemeinschaft aufgelöst. Die Mitgliedsgemeinden (außer Dahlen, Insel und Vinzelberg) wurden nach Stendal eingemeindet. Dahlen, Insel und Vinzelberg wurden vorerst von Stendal mitverwaltet und schließlich am 29. April 2010 (Vinzelberg) bzw. am 1. September 2010 (Dahlen und Insel) in die Stadt Stendal eingegliedert.
Ehemalige Mitgliedsgemeinden:
- Buchholz
- Dahlen mit Dahrenstedt, Gohre und Welle
- Groß Schwechten mit Neuendorf am Speck und Peulingen
- Heeren
- Insel mit Döbbelin und Tornau
- Möringen mit Klein Möringen
- Nahrstedt
- Staats
- Stadt Stendal (Trägergemeinde) mit Arnim, Bindfelde, Borstel, Charlottenhof, Jarchau, Staffelde und Wahrburg
- Uchtspringe mit Börgitz
- Uenglingen
- Vinzelberg
- Volgfelde
- Wittenmoor mit Vollenschier